# اندیس آندزیت خضرآباد
آندزیت خضرآباد یک اندیس مصالح ساختمانی است که در حوالی شهر کفه طاقستان استان یزد قرار دارد و مادهٔ معدنی موجود در آن، آندزیت است. و دیرینگی آن به دوران ائوسن می‌رسد. 